# فيديريكا بريجنوني
فيديريكا بريجنوني (مواليد 14 يوليو 1990) هي لاعبة تزلج على المنحدرات الثلجية إيطالية فازت بالميدالية الفضية في أولمبياد 2022 الشتوية.

## وصلات خارجية
- فيديريكا بريجنوني على موقع الاتحاد الدولي للتزلج (التزلج على المنحدرات الثلجية) (الإنجليزية)
- فيديريكا بريجنوني على موقع اللجنة الأولمبية الدولية (الإنجليزية)
- فيديريكا بريجنوني على موقع أوليمبيديا (الإنجليزية)
- فيديريكا بريجنوني على موقع اللجنة الأولمبية الإيطالية (الإيطالية)